# 三卿
三卿（さんぎょう）は、江戸時代に次期皇位継承者（儲君・東宮）の近くに仕え、その教育にあたった公卿のことである。
天和2年（1682年）、霊元天皇は小倉事件という騒動を起こした末に、五宮（後の東山天皇）を儲君に擁立し、翌年中世以来途絶えていた立太子の儀式を復活させて東宮とした。
霊元天皇は五宮を儲君に定めると、儲君の御所に交替で日参してこれを補佐する公家を任命した。このうち、外戚の松木家関係者を除いた公卿3名（正親町公通・梅園季保・河鰭実陳）は特に天皇や外戚の指示の下に儲君のために奉公してその行跡を諌止するとともに御所内の人事を監督し、また天皇および外戚と儲君の間の伝奏役を受けた。後述のように儲君の御所から外戚の存在が消滅すると、代わりに儲君決定の際に武家伝奏・議奏の中から選ばれた「肝煎」と呼ばれた担当者がこれに代わって指示を行った。これ以降、儲君の決定と同時に同様に3名の公卿が任ぜられるようになる。
その後、中御門天皇の若宮（後の桜町天皇）の外戚は禁裏への勤番義務を免ぜられていた摂家（近衛家）であるために儲君の御所への出仕の義務がなかったこと、以後の儲君は全て公式には皇女または摂家出身の后妃の実子として扱われ、実際に儲君を生んだ女性の実家は外戚としての地位を認められなくなったことから、儲君の御所から外戚の存在が消滅することになり、3名の公卿が外戚に代わって儲君の御所における責任者として位置づけられるようになった。この3名の公卿については、当初は定まった呼称は存在せずに「三卿」「三人輩」「三人衆」などと呼ばれていたが、宝暦年間の頃には「三卿」という呼称に統一されて公式の場でも用いられるようになった。
三卿に任ぜられるのは天皇側近の羽林家・名家級公卿であったが、同時に将来儲君が次代の天皇として即位をした暁には上皇（三卿に任じた前天皇）もしくは新天皇の側近として要職に任じられる可能性が高かった。実際、三卿の多くは在任中もしくは新天皇即位とともに議奏・院伝奏・院評定に任じられ、後に武家伝奏にまで昇進する者もいた。一方、仁孝天皇の儲君であった熙宮が孝明天皇として即位した際に三卿であった野宮定祥は、即位後に任じられた地位が議奏加勢（議奏を補佐するために臨時に置かれた役職）であったことから、正当な昇進がなされなかったとして憤激しているが、当時の中級公家にとって三卿を務めることが後の昇進への登竜門であると強く認識されていたことの反映であったと考えられている。